# Rhaphigaster nebulosa
Este o insecta foarte urat mirositoare,ea are doua aripi cu care zboare are o culoare maronie.
Mai are 4 picioare si 2 antene
.
Comportament
Ea sta de obicei vara afara.Iarna o s-o vedeti mai mult in casa.
Daca se simte in pericol va secreta un miros urat.

## Vezi și
- Halyomorpha halys